# Kirchbach (Caríntia)
Kirchbach (eslovè: Cirkno) és un municipi austríac, dins de l'estat de Caríntia. L'any 2007 tenia 2.781 habitants. Limita amb els municipis d'Hermagor-Pressegger See i Gitschtal al nord-est, Dellach a l'oest, i Paularo al sud.

## Divisió administrativa
Es divideix en 31 Ortschaften:
| - Anraun (2) - Bodenmühl (8) - Forst (37) - Goderschach (77) - Grafendorf (559) (Kneža) - Griminitzen (59) (Grm(ov)nica) - Gundersheim (294) - Hochwart (18) - Katlingberg (7) - Kirchbach (554) ((Cirkno')) - Krieben (4) | - Lenzhof (6) - Oberbuchach (23) - Oberdöbernitzen (51) (Debrevnica) - Rauth (7) (Rut(e)) - Reißkofelbad (6) - Reisach (442) (Riže) - Rinsenegg (1) - Schönboden (1) - Schimanberg (32) - Schmalzgrube (13) | - Stöfflerberg (14) - Staudachberg (7) - Stranig (111) (Stranik) - Tramun (12) - Treßdorf (241) - Unterbuchach (6) - Unterdöbernitzen (38) - Waidegg (236) (Baidek) - Wassertheurerberg (6) - Welzberg (9) |

## Administració
| Període | Identitat         | Partit |
| ------- | ----------------- | ------ |
| 2003-   | Hermann Jantschgi | BZÖ    |

L'ajuntament de la vila està format per 23 membres dels partits:
- 7 BZÖ
- 6 SPÖ
- 6 ÖVP

| edit | Municipis del Districte d'Hermagor                                                                                        | Bandera de Caríntia |
| \| \| Dellach \\| Gitschtal \\| Hermagor-Pressegger See \\| Kirchbach \\| Kötschach-Mauthen \\| Lesachtal \\| Sankt Stefan im Gailtal \| | |                     |
| Mapa de Villach-Land | Dellach \| Gitschtal \| Hermagor-Pressegger See \| Kirchbach \| Kötschach-Mauthen \| Lesachtal \| Sankt Stefan im Gailtal |                     |